# Jeanne Burbank
Jeanne Beadle Burbank, född 8 maj 1915 i Philadelphia, död 2 mars 2002 i Phoenix, arbetade i 25 år på Förenta staternas Naval Research Laboratory (NRL), studerade material och komponenter av bly-syra och silver-zink batterier som används i ubåtar. Hon erkändes internationellt som expert inom elektrokemi.

## Uppväxt och karriär
Jeanne Beadle föddes som dotter till John Bookwalter Beadle och Isabelle (Peacock) Beadle. Hon hade en yngre bror, John Beadle, Jr., och en syster, Joan Beadle (senare Gailar). En stor del  av barndomen spenderades i Washington, DC. Innan gymnasiet hemskolades hon av sin far, John Bookwalter Beadle, som hade en civilingenjörexamen inom gruvdrift och metallurgi. Han arbetade på United States Bureau of Reclamation och senare på Brock & Weymouth, ett flygfotografiföretag.
Burbank studerade kemi och avlade en kandidatexamen på American University i Washington, DC. Hon gifte sig med Robert Clowe Burbank, också han kemist, den 1 juli 1936. Paret arbetade på Peacock Laboratories i Philadelphia och studerade kolloidal kemi vid University of Pennsylvania, där Burbank avlade en masterexamen.  Deras dotter, Carey Lea Burbank, föddes 1942. Efter makens tidiga död av Hodgkins lymfom den 21 september 1946 återvände Jeanne Burbank och dottern till Washington DC där hon anställdes som  forskningskemist hos Joseph Clark White vid Naval Research Laboratory (NRL).

## Forskning
Whites grupp arbetade för att  förbättra levnadsförhållandena på ubåtar. Jeanne Burbank forskade på  syrabatterier och lagringsceller och deras användning i ubåtar. En viktig fråga ombord på ubåtar var utsläppen från batterierna som ofta krävde underhåll. Bland riskerna med batterierna kan nämnas: explosion av ackumulerad vätgas, bildandet av giftig klorgas, om saltvatten förorenade batteriet, och korrosion på ubåtens skrov av dolda elektrolytläckor.  Under sin 25-åriga karriär vid Naval Research Laboratory erkändes Burbank internationellt som expert inom elektrokemi. Hon publicerade 
35 artiklar och erhöll flera patent.
När den första atomubåten, USS Nautilus (SSN-571), utvecklades såg Burbank de faktiska arbetsförhållandena på platsen där hennes batterier skulle installeras och användas. Hon inrättade sitt eget laboratorium vid NRL med liknande villkor för utveckling och testning.
Hennes rapport från 1949, fosfatbeläggningar på stål följdes av ett "banbrytande arbete" tillsammans med John Lander om positiv rutnätkorrosion i blycellscellen och tillsammans med Albert C. Simon på Subgrain struktur i bly- och blyantimonlegeringar år 1952. Hon beviljades sitt första patent 1958: US 2821565, tillsammans med Lander och Simon, för ett mer motståndskraftigt batterinät och plåtar med en legering av tenn, antimon och bly, "för att förbättra konstruktionen och öka livslängden hos batterier genom ett förbättrat nät och positiva plattor med större motstånd mot korrosion och tillväxt." Hon arbetade tillsammans med Charles P. Wales med bärbara batterier och var ledande inom studier av polymorfer av blydioxid och konsekvenserna för batteridesign och bearbetning av batterimaterial. Hon utvecklade också en speciell elektroplåtbeläggningscell för dynamiska röntgendiffraktionsstudier, som användes för att studera egenskaperna hos elektroder gjorda av material såsom bly och silver-zink. År 1969 tilldelades hon William Blum-priset med motiveringen: "Din metod att tillämpa röntgen- och elektronmikroskopi på materialen och komponenterna av bly-syra och silver-zinkbatterier har gjort ett väsentligt bidrag till förståelsen av batterinätskorrosion och aktiva materialreaktioner."

## Utmärkelser
- 1966,  Battery Division Research Award, NRL, with Charles P. Wales[13][14]
- 1969,  William Blum Award, National Capital Section of the Electrochemical Society[2][15]
- 1970,  inaugural Frank Booth Award for outstanding technical merit[16]

## Senare år
Burbank pensionerades 1971. Hon bosatte sig i Tucson, Arizona, där hon intresserade sig för arkeologi och indiansk historia och kultur. Som konstnär avbildade hon ofta Sonoran Desert och indianer på oljemålningar. År 1986 flyttade hon till Scottsdale, Arizona med sin syster, Joan Beadle Gailar. 1997, efter systerns död flyttade Burbank till Phoenix, Arizona. Hon dog i Phoenix den 2 mars 2002.